# Estación Teresa
Teresa fue una estación de ferrocarril que se hallaba en el Desierto de Atacama de la Región de Antofagasta de Chile. Fue parte del Longitudinal Norte y actualmente se encuentra inactiva.

## Historia
Si bien el tramo donde se encuentra la estación fue construido como parte del ferrocarril Longitudinal Norte, el cual inició sus obras en 1911 y fue entregado para su operación en el tramo Pintados-Baquedano en junio de 1913, la estación fue construida con posterioridad al inicio de los servicios debido a que fue instalada producto de una extensión realizada por la Compañía Salitrera de Tocopilla de un ramal desde la oficina Rica Aventura hasta el sector de Pampa Joya. Las obras se realizaron entre 1928 y 1930, y la estación fue construida en el punto donde el ramal se cruzaba con la línea del Longitudinal Norte.
En el km 2,5 del ramal a Pampa Joya se construyó el puente Teresa (también denominado Santa Teresa), hecho en acero y fabricado por la casa Krupp de Alemania. En las cercanías de la estación también se encuentra el Paso del Toco.
La estación no aparece en mapas oficiales de 1929, dado que la estación fue inaugurada en 1946; por esta razón también es consignada en mapas de 1960.
La estación fue clausurada de manera formal el 15 de enero de 1979. Las vías del Longitudinal Norte fueron traspasadas a Ferronor en 1988 y posteriormente privatizadas, mientras que la estación fue abandonada y actualmente solo quedan algunas ruinas.